# Tavernola Bergamasca
Tavernola Bergamasca är en ort och kommun i provinsen Bergamo i regionen Lombardiet i Italien. Kommunen hade 2 026 invånare (2018).